# The Denver Post
The Denver Post este un ziar cotidian tipărit și online care a fost publicat în zona orașului Denver (Colorado) începând din 1892. El avea în martie 2016 un tiraj zilnic pentru o zi lucrătoare de 134.537 exemplare și un tiraj duminical de 253.261 exemplare. Ziarul din Denver era, în funcție de tirajul din 2012-2013 (416.676 exemplare), al 9-lea cel mai mare ziar din SUA. Site-ul The Denver Post avea lunar aproximativ șase milioane de vizitatori unici, generând mai mult de 13 milioane de vizualizări de pagini, potrivit comScore.

## Istoric

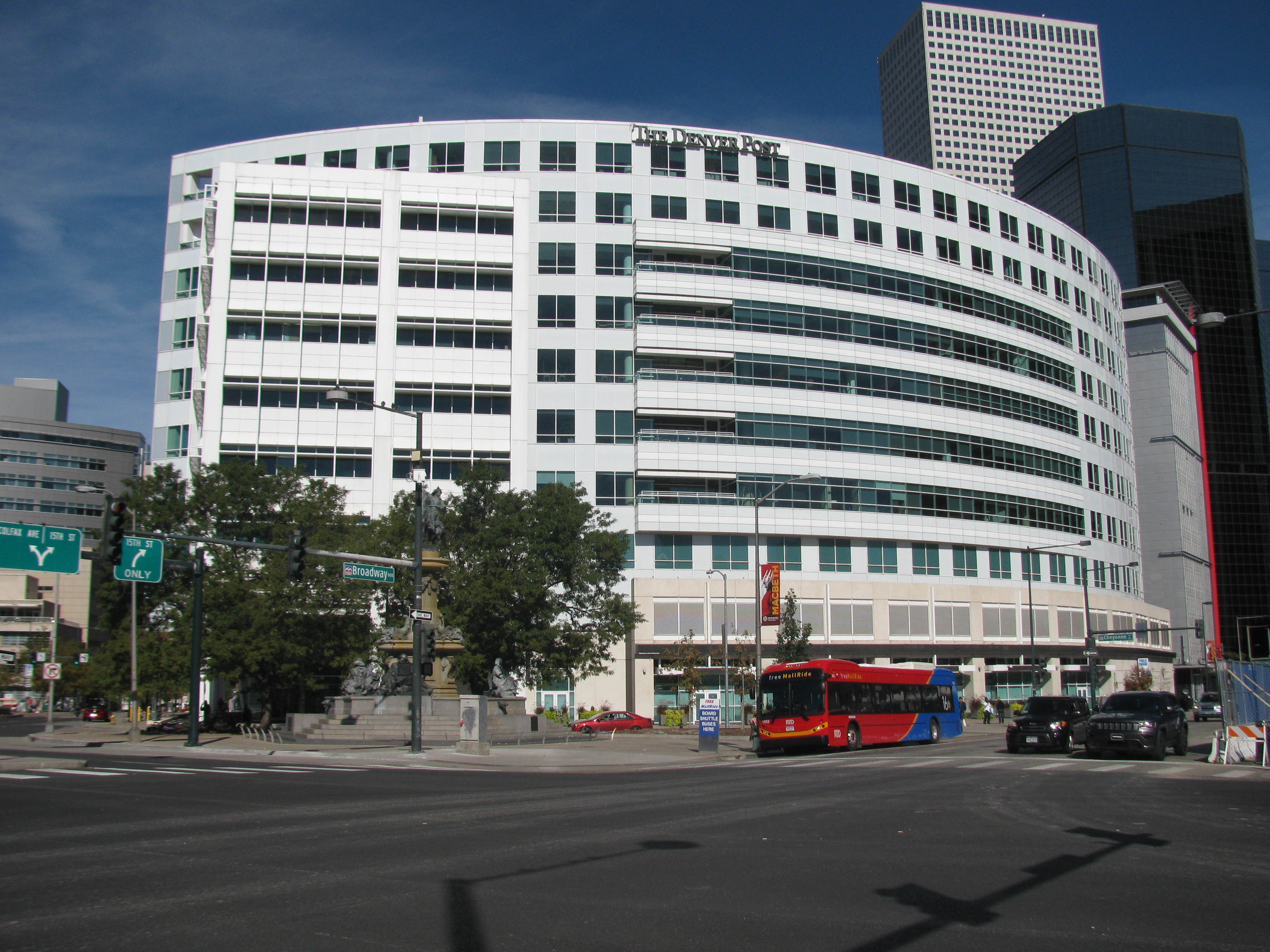
Fosta clădire a ziarului din centrul orașului Denver

În august 1892 susținătorii fostului președinte Grover Cleveland au înființat ziarul The Evening Post cu 50.000 de dolari. Era un ziar democrat folosit pentru a populariza idealurile politice și și a-i opri pe democrații din Colorado să părăsească partidul. Cleveland a fost nominalizat pentru funcția de președinte datorită reputației sale de om politic onest.
Cu toate acestea, Cleveland și democrații din estul SUA s-au opus achiziționării guvernamentale de argint, produsul cel mai important al statului Colorado, ceea ce l-a făcut pe Cleveland nepopular în acest stat. În urma scăderii abrupte a prețului argintului în 1893, SUA și statul Colorado au intrat într-o stare de recesiune, iar The Evening Post și-a suspendat apariția în august 1893.
Un nou grup de proprietari cu ambiții politice similare au investit 100.000 de dolari și au reînviat publicația în iunie 1894. Pe 28 octombrie 1895 Harry Heye Tammen, fost barman și proprietar al unui magazin de suveniruri și de curiozități, și Frederick Gilmer Bonfils, un speculant imobiliar din Kansas City, au achiziționat ziarul Evening Post pentru 12.500 de dolari. Niciunul nu avea experiență în presă, dar cunoșteau importanța publicității și au încercat să afle ce voiau oamenii să citească.
Prin intermediul unui stil senzaționalist și a unui „jurnalist de circ bombastic”, Post a intrat într-o nouă eră. Tirajul a crescut și a depășit curând tirajul adunat al celorlalte trei ziare locale. Pe 3 noiembrie 1895 titlul ziarului a fost schimbat în Denver Evening Post. La 1 ianuarie 1901 cuvântul „Evening” a fost eliminat și ziarul a devenit The Denver Post.

### Secolul al XX-lea și începutul secolului al XXI-lea
Unii dintre cei mai cunoscuți reporteri ai ziarului Post au fost Gene Fowler, Frances Belford Wayne, și „sob sister” Polly Pry. Damon Runyon a lucrat scurt timp pentru Post în 1905–1906, înainte de a-și câștiga faima ca scriitor la New York.
După moartea lui Tammen și Bonfils în 1924 și 1933, Helen și May Bonfils, fiicele lui Bonfils, au devenit principalii proprietari ai ziarului. În 1946 consiliul de administrație al ziarului Post l-a angajat pe Palmer Hoyt, care a părăsit Portland Oregonian pentru a deveni redactor-șef al ziarului și a-i imprima o nouă direcție. Avându-l pe Hoyt responsabil, reporterii au început să prezinte știrile în mod corect și exact. El a scos comentariul editorial din articole și l-a plasat într-o pagină editorială pe care a denumit-o The Open Forum și care există și astăzi.
În 1960 a existat o încercare de preluare a ziarului de către magnatul de presă Samuel I. Newhouse. Helen Bonfils l-a adus pe prietenul și avocatul ei, Donald Seawell, pentru a salva ziarul. Conflictul pentru proprietate a condus la o serie de procese, iar vechea administrație a ziarului a reușit să păstreze dreptul de proprietate. Toate aceste „lupte” au durat 13 ani și au secătuit ziarul din punct de vedere financiar. Când Helen Bonfils a murit în 1972, Seawell a fost numit președinte al consiliului de administrație. El a fost, de asemenea, directorul Denver Center for the Performing Arts (DCPA). Centrul a fost înființat și finanțat în principal de fundația Frederick G. și Helen G. Bonfils, cu sprijin financiar din partea municipalității. Majoritatea activelor fundației au provenit din dividendele aduse de ziarul Post.
În 1980 ziarul pierdea bani. Criticii l-au acuzat pe Seawell că era mai preocupat de organizarea DCPA. Seawell a vândut The Denver Post companiei Times Mirror Co. din California pentru 95 de milioane dolari. Veniturile obținute au mers la Fundația Bonfils pentru a asigura viitorul financiar al DCPA. Times Mirror a început să publice și să distribuie ziarul dimineața devreme. Tirajul a crescut, dar veniturile încă erau insuficiente pentru a salva existența publicației. Times Mirror a vândut la rândul său The Denver Post către Dean Singleton și MediaNews Grup în 1987.
În ianuarie 2001 MediaNews și E. W. Scripps, compania proprietară a ziarului acum dispărut Rocky Mountain News, au intrat într-un parteneriat (JOA), înființând Denver Newspaper Agency, care a combinat operațiunile de afaceri ale foștilor rivali. Conform acordului, redacțiile celor două ziare au convenit să publice ediții separate de dimineață, de luni până vineri, cu Post păstrând formatul broadsheet și News folosind un format de tabloid.
Ele au publicat un ziar comun de sâmbătă, realizat de personalul de la News, și ziar de duminică realizat de personalul de la Post. Parteneriatul s-a încheiat în 27 februarie 2009, atunci când Rocky Mountain News a publicat ultimul său număr. În ziua următoare, Post a publicat primul său număr de sâmbătă de după 2001.

## Redactori-șefi
Printre redactorii-șefi ai ziarului The Denver Post s-au aflat următorii:
- Arnold Miller
- Robert W. Ritter, 1989–?[10]
- F. Gilman Spencer[10]
- Neil Westergaard
- Dennis A. Britton
- Glenn Guzzo
- Gregory L. Moore, 2002-2016[11]
- Lee Ann Colacioppo, 2016–prezent[12]

## Premii

### Premii Pulitzer
The Denver Post a câștigat nouă premii Pulitzer:
- 1964: Premiul Pulitzer pentru caricatură editorială - Paul Conrad
- 1967: Premiul Pulitzer pentru caricatură editorială - Pat Oliphant
- 1984: Premiul Pulitzer pentru fotografie artistică - Anthony Suau
- 1986: Premiul Pulitzer pentru serviciu public pentru un serial jurnalistic despre copii dispăruți
- 2000: Premiul Pulitzer pentru știri de ultimă oră pentru prezentarea masacrului de la liceul Columbine
- 2010: Premiul Pulitzer pentru fotografie artistică - Craig F. Walker
- 2011: Premiul Pulitzer pentru caricatură editorială - Mike Keefe[14]
- 2012: Premiul Pulitzer pentru fotografie artistică - Craig F. Walker
- 2013: Premiul Pulitzer pentru știri de ultimă oră pentru prezentarea împușcăturilor în masă de la Aurora din 2012[15]

## Legături externe
- The Denver Post mobile website
- The Denver Post front page (updated)
- MediaNews Group